# Kenneth Moore
Kenneth Strath « Ken » Moore (né le 17 février 1910 à Balcarres (Saskatchewan), mort le 8 décembre 1982 à Winnipeg) est un joueur canadien de hockey sur glace.

## Biographie
Kenneth Moore est un membre de la nation crie de Peepeekisis (en) en Saskatchewan, alors que ses parents sont originaires de la nation crie de Norway House, dans la région du Nord (Manitoba).
Ses deux frères aînés sont enlevés à la famille et forcés de fréquenter le pensionnat indient de Brandon (en), à plus de 330 km. L'aîné, Oliver, est transféré dans un sanatorium, où il meurt en 1922 après être tombé malade à l'école. L'autre frère, Chester, est mort à l'école. Les parents de Moore déménagent la famille de Peepeekisis à Regina, pour éviter que leurs autres enfants ne soient emmenés dans un pensionnat. Le pensionnat de Regina avait fermé avant que la famille Moore ne déménage dans la ville.
Quand il arrête de jouer au hockey et devient entraîneur au niveau amateur, il a pour métier commis aux grains ou opérateur d'alarme incendie.
Moore épouse Edith Mae McDougall et a une fille.

## Carrière
Moore est passionné de sport, il pratique aussi le patinage de vitesse, l'athlétisme, la crosse, le base-ball, le rugby ou le basket-ball.
Kenneth Moore commence sa carrière dans sa province natale du Saskatchewan. Au cours de la saison 1929-1930, il remporte la coupe Memorial avec les Pats de Regina ; 40 secondes avant la fin du match, il marque le but gagnant de son équipe lors de la finale. Moore reçoit la médaille Eilers, donnée chaque année au joueur le plus fair-play de la ligue junior de Regina.
Moore obtient des bourses d'athlétisme dans un certain nombre d'universités américaines, mais accepte une bourse pour fréquenter le Region College et le Campion College à Regina. Il réussit plutôt bien sur le plan scolaire et est élu capitaine des équipes universitaires de rugby et de hockey sur glace.
La saison suivante, il rejoint le Hockey Club de Winnipeg. Au cours de la saison 1930-1931, le Hockey Club de Winnipeg remporte la Keane Memorial Cup en tant que champions de Winnipeg, la coupe Pattison en tant que champions du Manitoba et la Coupe Allan fin mars-début avril 1931. En tant que championne de la Coupe Allan, l'équipe est sélectionnée pour représenter le Canada aux Jeux olympiques d'hiver de 1932 à Lake Placid. Le Canada remporte la médaille d'or. Moore joue un match, contre la Pologne, victoire 10 à 0, il marque un but. Kenneth Moore est le sportif canadien d'origine autochtone à participer aux Jeux olympiques et à remporter une médaille d'or olympique.
En 1936, il remporte à nouveau la Coupe Allan avec les Dynamiteurs de Kimberley. Il est invité à faire une tournée avec eux pour le championnat du monde de 1937 à Londres. Avant qu'il ne puisse partir, cependant, il est exclu de l'équipe pour des raisons inconnues.
Après avoir pris sa retraite en tant que joueur, Moore devient entraîneur et supervise le Seals de Saint-Boniface et en 1944 les Canadiens de Saint-Boniface, clubs de la Ligue de hockey junior du Manitoba. Les Seals remportent le championnat de la division nord en 1942 et 1943. Les Canadiens de Saint-Boniface remportent la division sud, puis le championnat général. À partir des années 1950, Moore continué à faire du bénévolat.

## Distinctions
En tant que membre du HC Winnipeg de 1931, Kenneth Moore est intronisé au Temple de la renommée des sports du Manitoba en 2004. En tant que membre des Dynamiteurs de 1936, il est intronisé au Temple de la renommée des sports de la Colombie-Britannique en 1976. Bien qu'il soit le premier autochtone à la fois qui participe aux Jeux olympiques d'hiver et remporte une médaille d'or olympique dans n'importe quel sport, les pétitions de ses descendants pour introniser Moore au Panthéon des sports canadiens  échouent en 2015. Cependant, une attention renouvelée est accordée à sa candidature après que Sharon et Shirley Firth furent intronisées en 2015 et répertoriées à tort comme les premières participantes canadiennes d'origine autochtone à des Jeux Olympiques d'hiver.

## Biographies
- John Boyko, « Ken Moore », sur L'Encyclopédie canadienne, 2022 (consulté le 13 décembre 2022)
- (en) James C. McCormick, Ken Moore: A National Story of an Indigenous Athlete, 2020 (lire en ligne)